# 양우석 (바둑 기사)
양우석(梁寓晳, 1995년 1월 5일 ~ )은 대한민국의 바둑 기사이다.

## 약력
7세에 바둑에 입문하여 바둑을 배웠다. 2006년 오승과 한음배에서 우승을 차지하고 이창호배에서 3위에 올랐다. 2011년 제12회 지역연구생 대회를 통해 대구 지역 최초로 프로에 입단하였다. 2013년 제57회 국수전 본선에 진출했으며, 2014년 2단을 거쳐 2015년 8월에 3단으로 승단하였다. 2018년 JTBC 챌린지매치 4회차 8강에 올랐고 4단으로 승단했다. 
2019년 kbs바둑왕전 본선 32강에 올랐다.
2022년 용성전 본선 16강에 진출했으며, 5단으로 승단했다.